# Mạch môn
Mạch môn, mạch môn đông, mạch đông, tóc tiên, cỏ lan, lan tiên (danh pháp hai phần: Ophiopogon japonicus, đồng nghĩa: Convallaria japonica Linnaeus f.; Anemarrhena cavaleriei H. Léveillé; C. japonica var. minor Thunberg; Flueggea japonica (Linnaeus f.) Richard; Mondo japonicum (Linnaeus f.) Farwell; M. stolonifer (H. Léveillé & Vaniot) Farwell; O. argyi H. Léveillé; O. chekiangensis Koiti Kimura & Migo; O. stolonifer H. Léveillé & Vaniot; Slateria japonica (Linnaeus f.) Desvaux. ); tiếng Nhật: ryu-no-hige ("râu rồng") hay ja-no-hige ("râu rắn") là một loài thực vật trong Chi Mạch môn (Ophiopogon) có nguồn gốc từ Nhật Bản.
Nó là cây thường xanh, tạo thành dạng như một đám cỏ sống lâu năm cao khoảng 10–40 cm. Các lá thẳng, mọc từ gốc, hẹp dài, cuống có bẹ, dài 20–40 cm, rộng 1–4 mm, mép lá hơi có răng cưa. Rễ chùm. Hoa màu trắng tới tím hoa cà nhạt, mọc thành cành hoa ngắn trên thân cây dài khoảng 5–10 cm. Quả là dạng quả mọng màu xanh lam đường kính 5–6 mm, chứa 1-2 hạt.
Trong y học cổ truyền Trung Hoa củ của Ophiopogon japonicus, gọi là mạch môn đông, là một loại dược thảo có tác dụng tim mạch để bổ sung âm. Theo Chinese Herbal Medicine Materia Medica, loại dược thảo này có vị cam (ngọt), vi khổ (hơi đắng) và hàn (lạnh), có tác dụng với các kinh tâm (tim), phế (phổi), vị (dạ dày) và bổ âm, chữa ho, khô lưỡi, khô miệng và táo bón. Chi Sơn mạch đông (Liriope) cũng được dùng để thay thế.
Nó cũng được trồng làm cây cảnh. Một vài giống cây trồng đã được chọn lọc, như 'Albus' (hoa trắng), 'Compactus' và 'Kyoto Dwarf' (dạng lùn, không cao quá 4–5 cm), 'Silver Dragon' (đa dạng, với các lá có sọc trắng). Người ta cũng hay bán nó như là loại cây trang trí cho các bể cảnh nước ngọt, nhưng do nó không phải là thực vật thủy sinh thật sự nên nó sẽ chết sau vài tháng. Nó có thể chịu được lạnh tới khoảng -20 °C khi ngủ đông về mùa đông trong vườn ở điều kiện trồng trên đất thông thường nhưng khi nuôi ngầm dưới mặt nước thì nó lại cần nhiệt độ tới 18-25 °C. Nó có thể phát triển tốt khi đủ nắng hoặc có bóng râm một phần. Việc nhân giống được thực hiện bằng các chồi bên.
Tại Việt Nam, nó mọc hoang và được trồng ở nhiều nơi để lấy củ làm thuốc. Củ có vị ngọt, hơi đắng, làm thuốc ho, long đờm, lợi tiểu. Dùng củ phơi, sấy khô, dưới dạng thuốc sắc, bột, hoàn.

## Chú thích

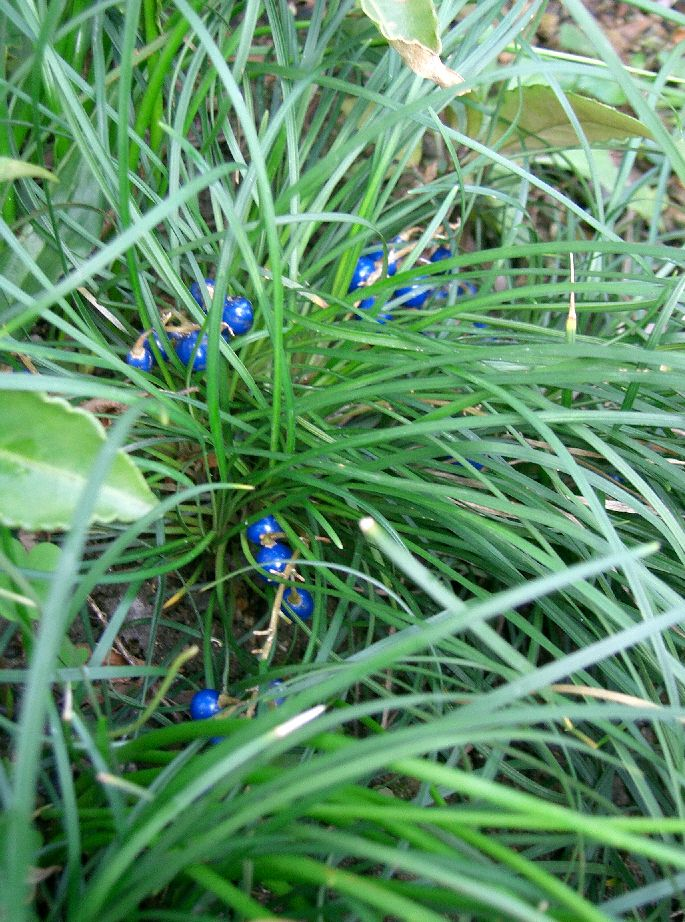
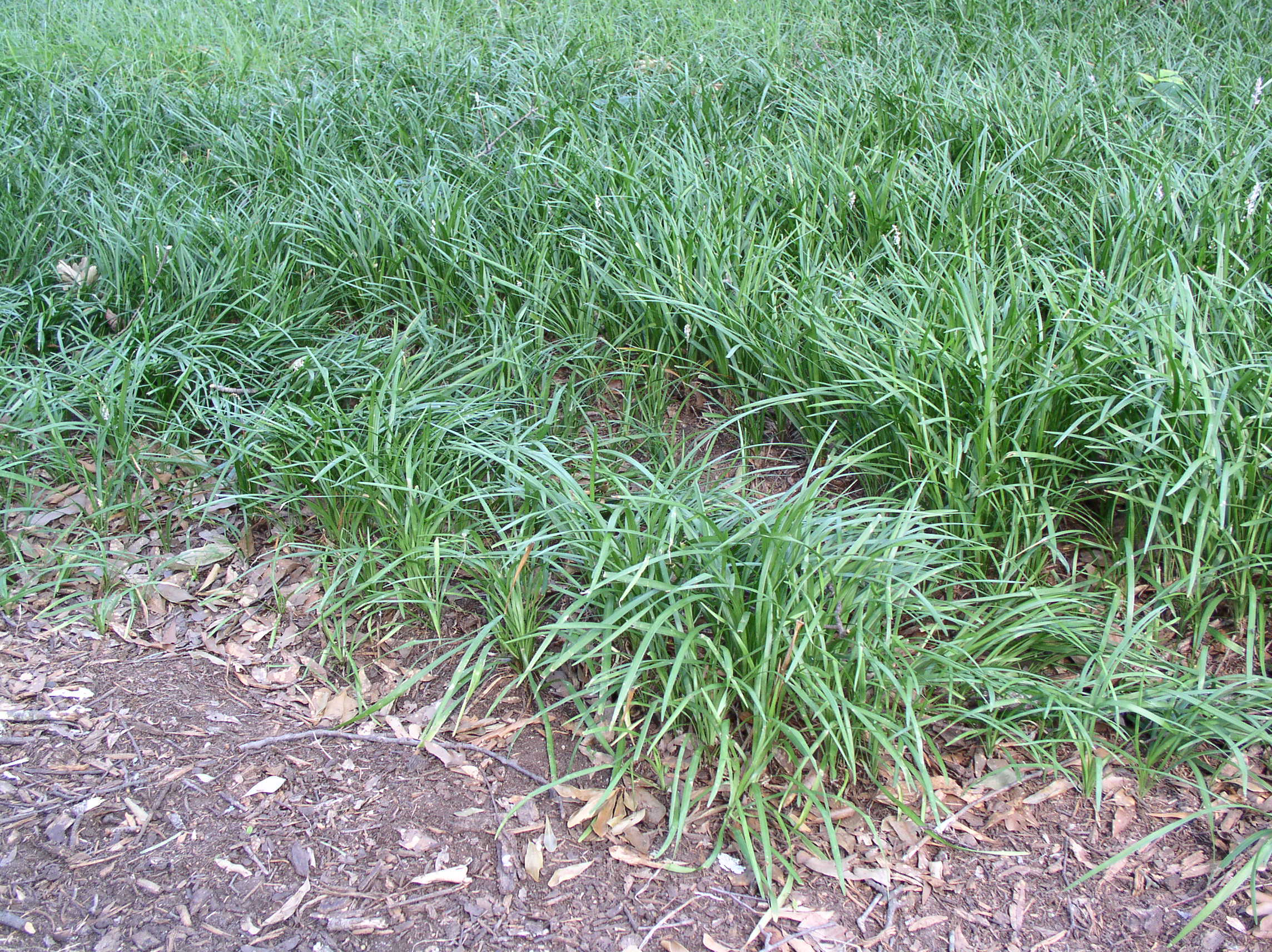
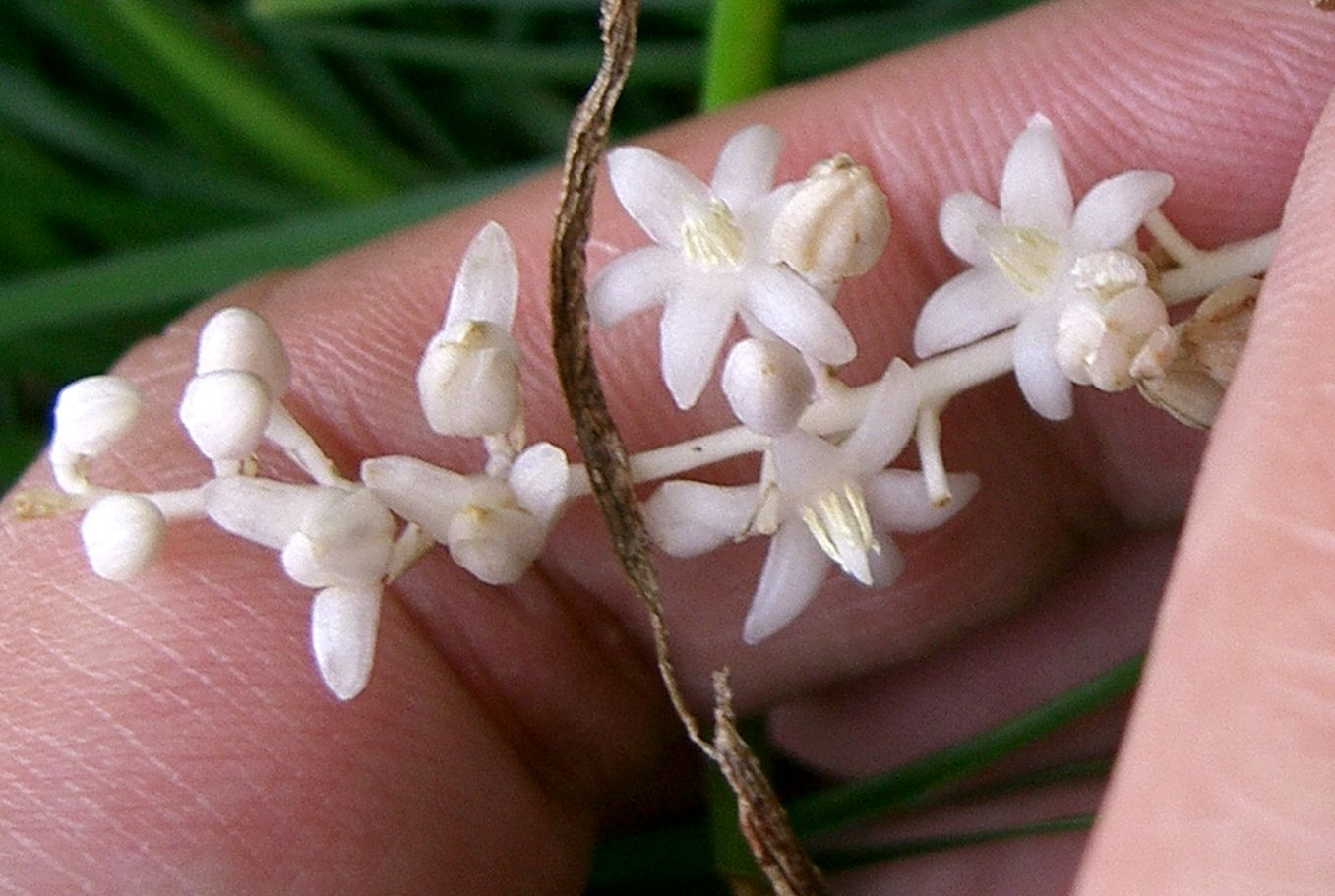
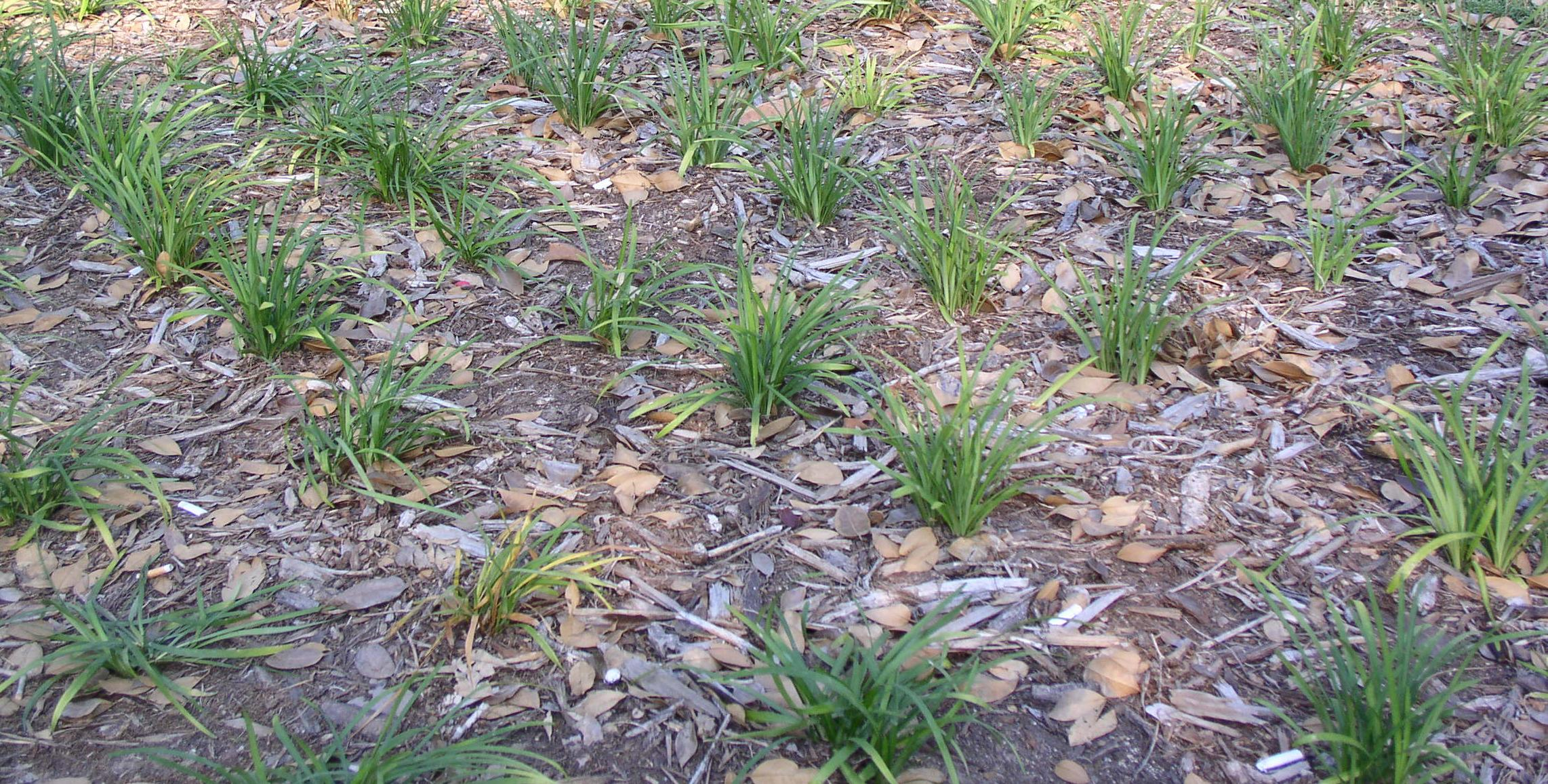
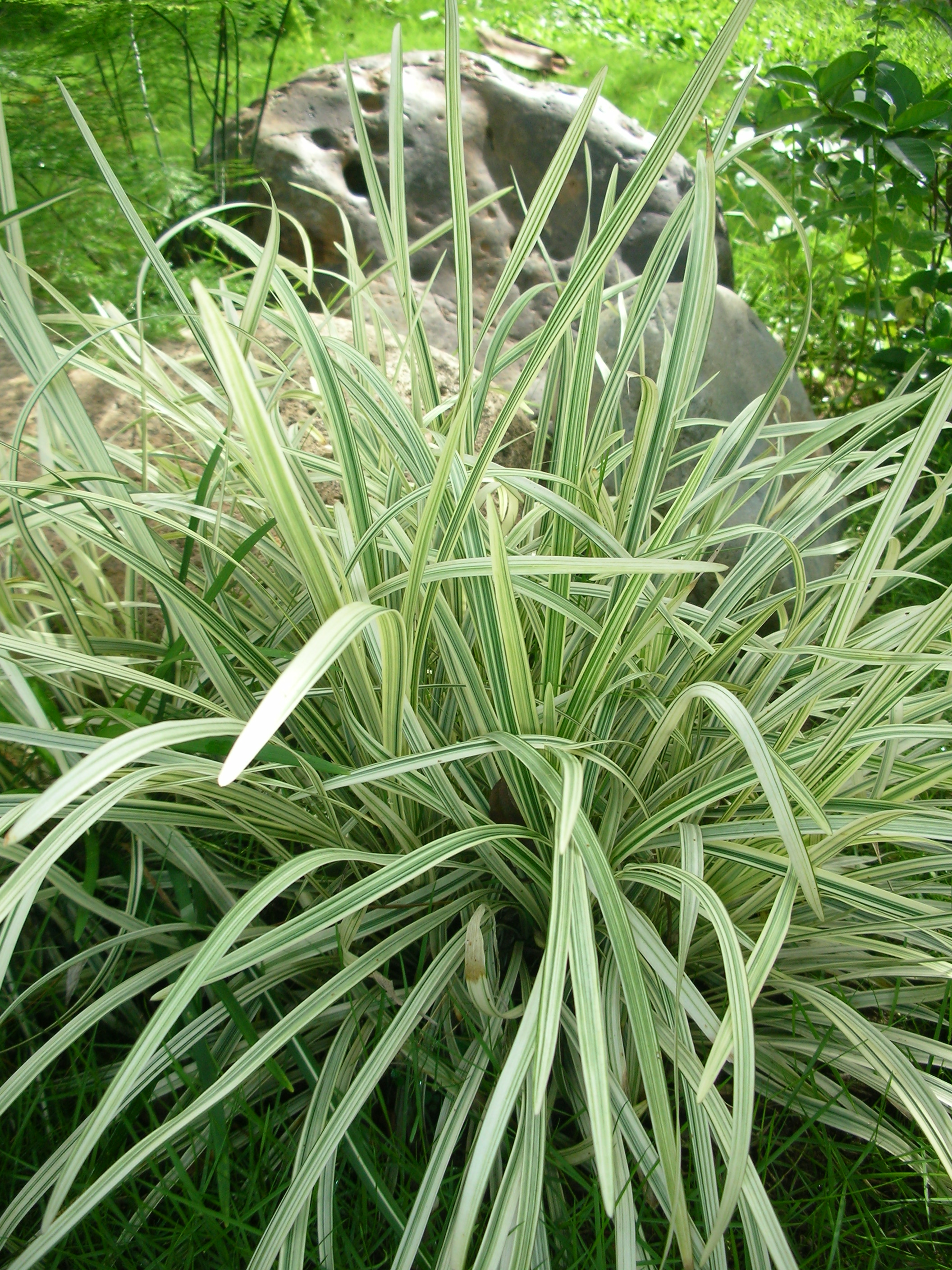